# Forrester Research
Forrester Research ist ein US-amerikanisches börsennotiertes Marktforschungsunternehmen, das Analysen, Beratung und Veranstaltungen mit einem besonderen Schwerpunkt im Bereich Informationstechnologie anbietet. Forrester hat neun Standorte in Nordamerika, vier europäische sowie vier Standorte in der APAC-Region.   

## Geschichte
Forrester Research wurde 1983 durch George F. Colony in Cambridge in Massachusetts gegründet. Der erste Bericht des Unternehmens, The Professional Automation Report, wurde im November 1983 veröffentlicht. 
Im November 1996 ging das Unternehmen an die Börse. Der Börsengang erfolgte mit 2,3 Mio. Aktien. Ein zweites Angebot mit etwas mehr als 600.000 Aktien erfolgte im Februar 2000.

### Akquisitionen
Neben dem organischen Wachstum übernahm Forrester in den letzten 20 Jahren eine Reihe von Unternehmen, darunter:
- Fletcher Research,  britische Analysten mit dem Schwerpunkt Internet (1999)
- FORIT GmbH, ein deutsches Beratungs- und Marktforschungsunternehmen (2000)
- Giga Information Group, ein US-amerikanisches Beratungs- und Marktforschungsunternehmen (2003)
- JupiterResearch, ein  US-amerikanisches Marktforschungsunternehmen (2008)[2]
- Strategic Oxygen (2009)
- Springboard Research (2011)
- FeedbackNow und GlimpzIt (2018)
- SiriusDecisions, ein Business-to-Business-Forschungs- und Beratungsunternehmen (2019)

## Unternehmen
Forrester wird von einem Management-Team von dreizehn Personen geleitet, Geschäftsführer und Vorsitzender des Vorstandes ist George F. Colony.
Der Hauptsitz von Forrester befindet sich seit Gründung in Cambridge, Massachusetts: zunächst in der Nähe des Harvard Square, dann im Technology Square und jetzt im Cambridge Discovery Park (Acorn Park). 
Forrester betreut Kunden in Nordamerika, Europa und im asiatisch-pazifischen Raum. Das Unternehmen hat neun Standorte in Nordamerika: Cambridge; New York, New York; San Francisco, Kalifornien; McLean, Virginia; Nashville, Tennessee; Norwalk, CT; Austin, Texas; Dallas, Texas; und Toronto, Kanada. Die Standorte in Europa sind: Amsterdam, Frankfurt, London und Paris sowie vier Standorte in der APAC-Region: Neu-Delhi, Singapur, Peking und Sydney. 